# Постдефицитная экономика
Пост-дефицит — это теоретическая экономическая ситуация, в которой большинство товаров могут быть произведены в большом изобилии с минимальным необходимым человеческим трудом, чтобы они стали доступны всем очень дёшево или даже бесплатно. Пост-дефицит не означает, что дефицит был исключён для всех товаров и услуг, но что все люди могут легко удовлетворить свои основные потребности в выживании, а также значительную часть своих желаний в отношении товаров и услуг. Авторы этой темы часто подчеркивают, что некоторые товары всё ещё останутся дефицитными в обществе пост-дефицита.
В статье «Пост-дефицитный мир 2050—2075 годов» авторы утверждают, что мы сейчас живем в эпоху дефицита, ставшего результатом небрежного (в отношении будущего) поведения в XIX и XX веке. Период 1975—2005 года характеризовался относительным изобилием ресурсов (куда в числе прочих входили: нефть, вода, электроэнергия, продукты питания, кредитные ресурсы), что стимулировало индустриализацию и развитие экономик западных стран. Повышенный спрос на ресурсы в сочетании с ростом населения привели к истощению ресурсов. Частично идеи о пост-дефиците мотивированы анализами, постулирующими, что капитализм использует понятие дефицита.
Одним из основных индикаторов дефицитных периодов является рост и колебание цен. Для решения этой ситуации используются технологические достижения, которые в определённой степени способствуют эффективному использованию ресурсов, что приводит к значительному снижению затрат (почти всё будет бесплатным). Следовательно, авторы утверждают, что период между 2050 и 2075 годами станет периодом пост-дефицита, в котором дефицит больше не будет существовать.